# ZSSK-Baureihe 381
Die Fahrzeuge der ZSSK-Baureihe 381 sind elektrische Mehrsystemlokomotiven des slowakischen Eisenbahnverkehrsunternehmens Železničná spoločnosť Slovensko (ZSSK), die dem Typ 109 E des tschechischen Herstellers Škoda Transportation entsprechen.

## Geschichte
Die ZSSK bestellten nach einem öffentlichen Vergabefahren für zwei Mehrsystemlokomotiven im Regionalverkehr im Jahr 2009 die entsprechenden Loks bei Škoda Transportation. Der Preis belief sich auf 8.499.900 Euro. Der Einsatz erfolgt im Wendezugverkehr auf den Relationen Kúty – Bratislava – Nové Zámky und Bratislava – Leopoldov.
Die erste Lokomotive wurde am 8. November 2011 vom Hersteller in Plzeň zum Eisenbahnversuchsring Velim überführt. Dort fand ein umfangreiches Versuchsprogramm statt.  Am 3. Dezember 2011 kam die Lokomotive nach Bratislava, wo am 6. Dezember die Versuchsfahrten mit den neuen ebenfalls von Škoda gelieferten Doppelstock-Wendezugeinheiten 951/051 begannen.
Seit Februar 2012 wurde die Lokomotive vor planmäßigen Zügen weiter erprobt. Zum Ende des Jahres 2012 startete auch der Einsatz der zweiten Lokomotive. Da vertraglich nur zwei Lokomotiven vorgesehen waren, blieb es bei dieser Stückzahl.
Seit 2017 erwirbt die ZSSK Lokomotiven des Typs Siemens Vectron, die als Baureihe 383 geführt werden.